# Juan de Torres Navarrete
Juan de Torres Navarrete (Estepa de Sevilla, Corona de España, ca. 1547 – Lima, Virreinato del Perú, ca. 1613) era un conquistador, colonizador y funcionario colonial español que fue lugarteniente de su tío el adelantado Juan Torres de Vera y Aragón, y como tal ejerció simultáneamente como teniente de gobernador general de Buenos Aires y de Asunción desde 1583 hasta que debió asumir como gobernador interino del Río de la Plata y del Paraguay en el año 1584 hasta principios de 1588.

## Biografía hasta ser teniente de gobernador general de Buenos Aires y Asunción

### Origen familiar y primeros años
Juan de Torres Navarrete había nacido hacia 1547 en la localidad de Estepa, ubicado en el entonces Reino de Sevilla que era uno de los cuatro de Andalucía y que a su vez conformaban a la Corona española.
Era hijo primogénito del hidalgo Pedro Montesinos (n. Estepa, ca. 1517) y de su esposa Inés de Guzmán Vera y Aragón de Torres, una hija legítima de Alonso de Vera y Aragón, noble de la Casa Real de Aragón, capitán de las guerras de Granada y custodio de las fronteras de Estepa, y de su cónyuge Luisa de Torres, infanzona de la Casa de Villardompardo.

### Viaje a Sudamérica y nombramiento como teniente general de gobernación
Juan de Torres Navarrete se había convertido en 1577 en delegado de su tío materno Juan Torres de Vera y Aragón, el cuarto adelantado del Río de la Plata, y además de su lugarteniente y también de Juan de Garay desde que este último asumiera el cargo de gobernador del Río de la Plata y del Paraguay, y por lo tanto, Torres Navarrete era teniente de gobernador general de Buenos Aires desde de marzo de 1583 y luego pasaría a ser simultáneamente el 27 de julio del mismo año también de Asunción.

## Gobernador interino del Río de la Plata y del Paraguay y deceso

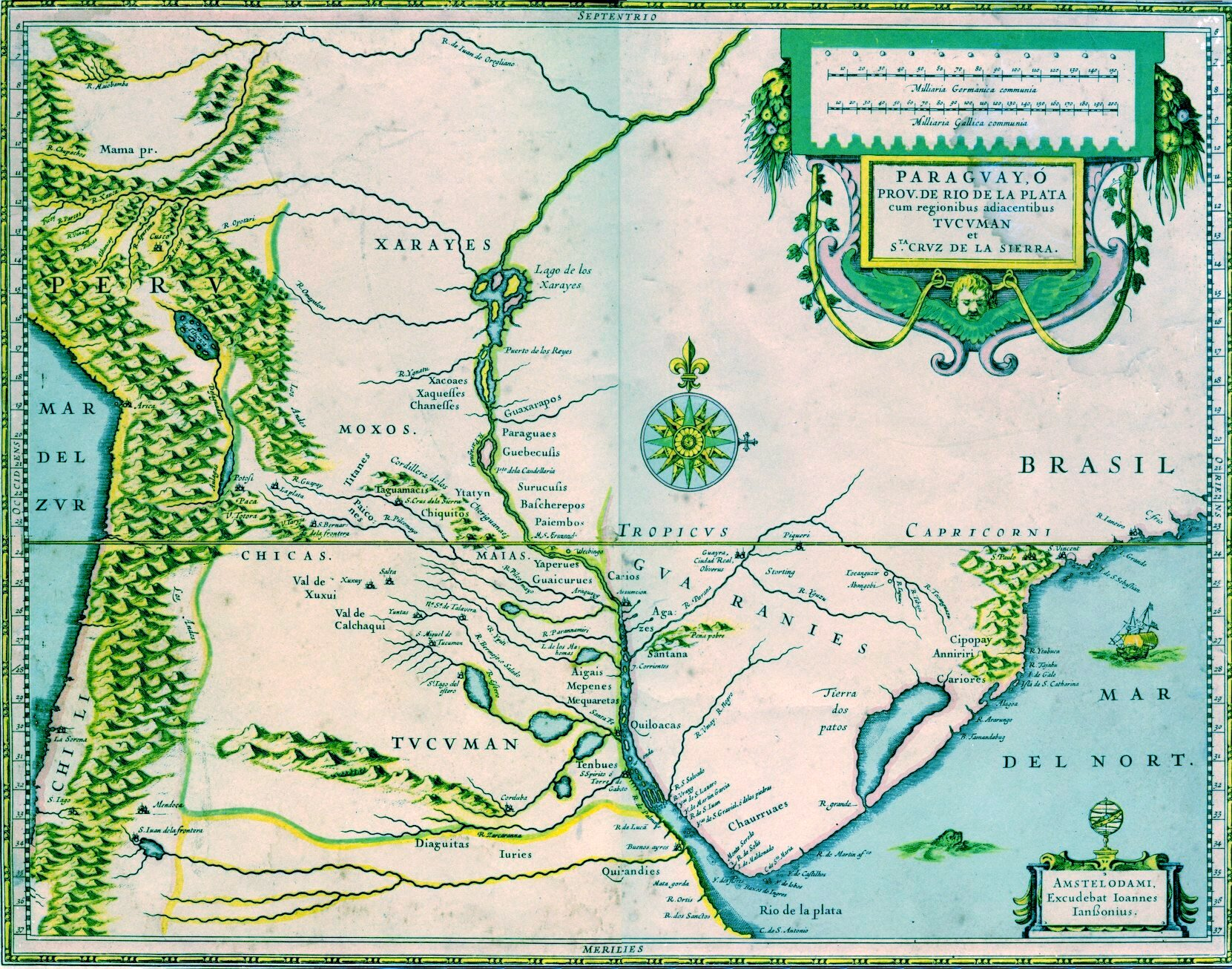
El Virreinato del Perú con la Real Audiencia de Charcas, la gobernación del Tucumán y la del Río de la Plata y del Paraguay, en un mapa de 1600.

### Nombramiento en el interinato del Río de la Plata y del Paraguay
Con la partida del sucesivo gobernador Rodrigo Ortiz de Zárate al Alto Perú, Torres de Navarrete ocuparía interinamente su cargo de gobernador del Río de la Plata y del Paraguay desde el 16 de marzo de 1584 hasta el retorno en el mes de junio de 1587.

### Ataque del corsario Cavendish a Buenos Aires
En 1587, durante la transición de su traspaso del mando, el corsario inglés Thomas Cavendish intentó saquear y apoderarse de Buenos Aires, por lo que numerosas familias se internaron en el territorio, abandonando la ciudad.
Ante esta actitud Cavendish se retiró y prosiguió lo que sería un viaje de circunnavegación del mundo, y al pasar por el estrecho de Magallanes se encontró en la arruinada «Ciudad del Rey Felipe» al único colono que moraba allí, porque cuando rescataron a los pobladores sobrevivientes y hambrientos —por eso el apelativo de «Puerto Hambre»— lo abandonaron a su suerte por hallarse enfermo. El corsario se lo subió a bordo y lo declaró prisionero de guerra.

### Teniente de gobernador general de Buenos Aires y de Asunción
Continuaría en el puesto de teniente de gobernador de Asunción hasta el 2 de abril de 1588 año en que al todavía lugarteniente Juan de Torres Navarrete, en dicha tenencia de gobierno, lo sucedería el sobrino del adelantado llamado Alonso de Vera y Aragón y Hoces.
En el cargo de gobernador de Juan Torres de Vera y Aragón no lo sucedería ningún interino en 1591, quedando un interregno de casi dos años, aunque su título de adelantado lo ostentara hasta su fallecimiento en 1613.

### Fallecimiento
El general Juan Torres de Navarrete fallecería en la ciudad de Lima hacia el año 1613.